# 安行吉岡
安行吉岡（あんぎょうよしおか）は、埼玉県川口市の大字。郵便番号は334-0072。

## 地理
川口市の東部に位置する。首都高速川口線が中央を縦断し、安行出入口が設けられている。ほぼ全域が宅地化している。南部の境界には前野宿川が流れる。また、地区内には安行慈林の飛び地が存在する。

## 歴史
もとは江戸期より存在した足立郡に属する安行村附吉岡組と称される新田で、安行村の飛地部分であった。江戸初期より開拓され、1818年（文政元年）より安行村吉岡組と称された。地名は中田安斎入道の子孫の吉岡将監が当地に居住していたことに因む。

### 沿革
- 1870年（明治3年） - 安行村附吉岡組が安行村に合併される[4]。
- 1871年（明治4年）11月13日 - 第1次府県統合により埼玉県の管轄となる。
- 1889年（明治22年）4月1日 - 町村制施行より、北足立郡安行村（旧）が合併により安行村（新）が成立し、旧安行村域は大字安行となる。
- 1956年（昭和31年）4月1日 - 安行村が川口市に編入され、大字安行は川口市の大字となる。同日、大字安行の一部を大字安行吉岡として分立[7]（大字安行の飛地状態解消）。

## 世帯数と人口
2018年（平成30年）3月1日現在の世帯数と人口は以下の通りである。
| 大字     | 世帯数    | 人口    |
| -------- | --------- | ------- |
| 安行吉岡 | 1,405世帯 | 3,568人 |

## 小・中学校の学区
市立小・中学校に通う場合、学区（校区）は以下の通りとなる。
| 番地 | 小学校             | 中学校             |
| ---- | ------------------ | ------------------ |
| 全域 | 川口市立慈林小学校 | 川口市立安行中学校 |

## 交通

### 鉄道
地区内に鉄道は敷設されていない。埼玉高速鉄道新井宿駅からほど近い。

### 道路
- 首都高速川口線
- 東京都道・埼玉県道239号足立川口線
- 埼玉県道328号金明町鳩ヶ谷線

## 施設
- 曹洞宗金剛寺
- 安行霊園
- 安行吉岡団地
- 安行吉岡氷川神社
- 安行天沼公園
- 緑ヶ丘第2公園
- 緑ケ丘さくら公園